# Journal for General Philosophy of Science
"Journal for General Philosophy of Science" es una revista científica para lectores de habla inglesa, orientada a la publicación de artículos en todas las corrientes de la filosofía de la ciencia de aquellas áreas filosóficas que resultan de especial relevancia tanto para las ciencias naturales como para las humanidades. En particular, es un espacio donde se publican aportes sobre las interacciones y la interdependencia de las ciencias naturales y las humanidades, así como sobre la historia de la teoría científica desde la antigüedad hasta el siglo XX. En ellas se generaliza el entendimiento sobre las ciencias.
La publicación contiene en su mayoría artículos de investigación. Más allá de éstos, incluye además distintas secciones; entre ellas, una está dedicada a la discusión de temas de actualidad; otra, a informes sobre países y conferencias; y contiene también una sección dedicada a la  publicación de reseñas.
La revista fue fundada por Alwin Diemer, Lutz Geldsetzer y Gert König. La primera publicación tuvo lugar en el año 1970 con el nombre de "Zeitschrift für allgemeine Wissenschaftstheorie / Journal for General Philosophy of Science", de la editorial Franz Steiner Verlag, de Wiesbaden. A partir de 1990, la revista pasó a ser publicada con el nombre actual por la editorial Kluwer Academic Publishers (actualmente Editorial Springer), de Dordrecht. Desde el año 2017, la revista es editada por Claus Beisbart (Universität Bern), Helmut Pulte (Ruhr-Universität Bochum) y Thomas Reydon (Leibniz Universität Hannover).